# KV7

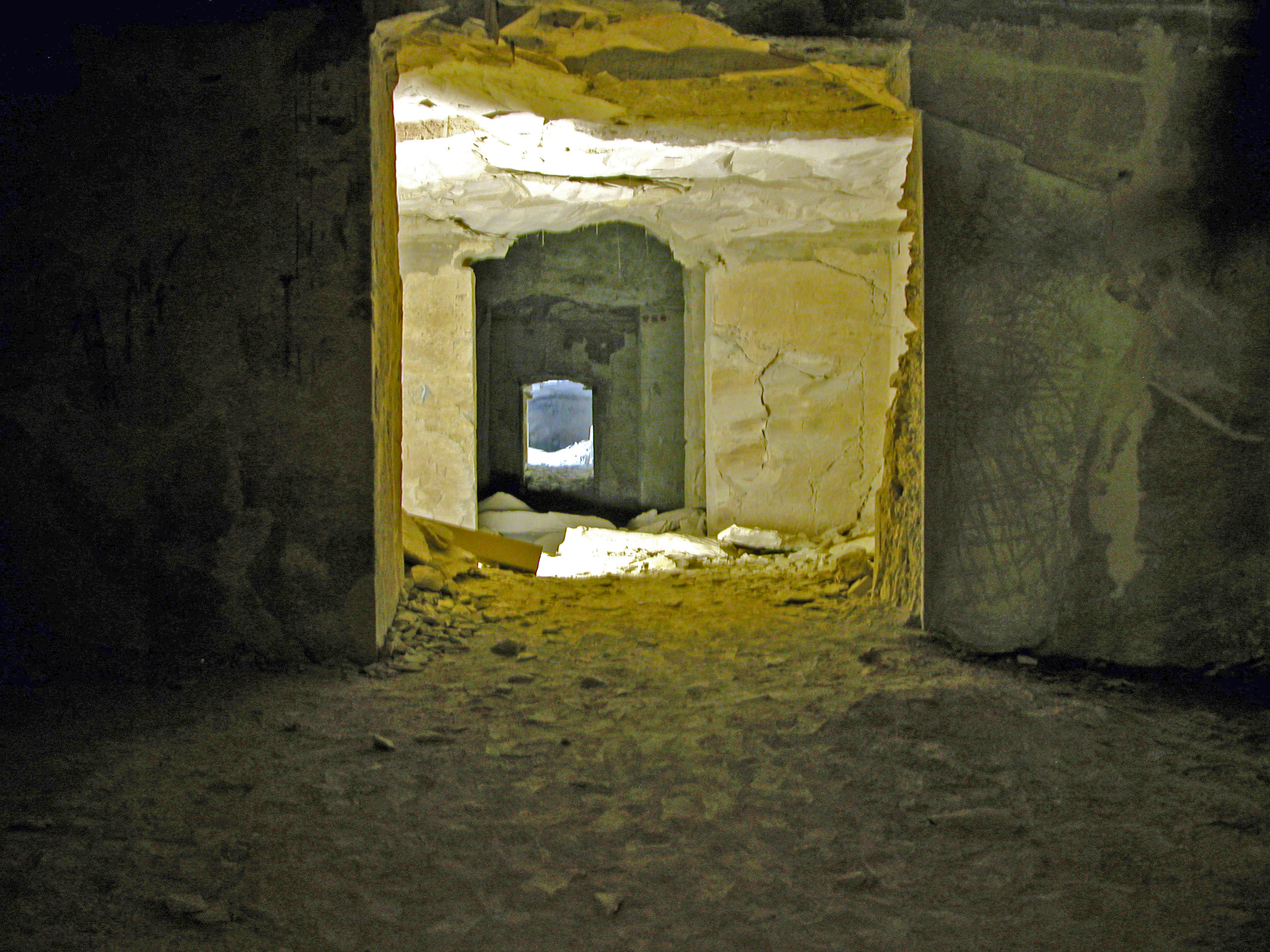
KV7

KV7 (acronim de la King's Valley 7) este unul dintre mormintele Egiptului Antic aflate în Valea Regilor. Acest mormânt a aparținut lui Ramses al II-lea.